# Правительство Исламской Республики Иран
Правительство Исламской Республики Иран (перс. دولت جمهوری اسلامی ایران‎) — высший исполнительный и распорядительный орган государственной власти Исламской Республики Иран.
Подотчётен Высшему руководителю Исламской Республики Иран и подконтролен Меджлису.
Статус и порядок его деятельности определены статьей 2 Конституции ИРИ.

## История
С 1699 по 1907 год правительство Ирана возглавлялось главными министрами, которые назначались шахом Ирана.

### Династия Каджаров
В ходе конституционной революции 1905—1911 гг. в Каджарском Иране 1 августа 1906 года был принят первый Основной закон, а также создан парламент — Меджлис. В соответствии с Основным законом, взамен должности великого визиря был создан пост премьер-министра, и первым его занял Мирза Насрулла Хан.
Последним премьер-министром в 1923 году стал Реза-хан Сардар Сепах, в 1925 году свергнувший династию Каджаров и провозгласивший себя новым шахом династии Пехлеви.

### Династия Пехлеви
В 1925 году Реза-шах назначил на пост премьер-министра Мохаммеда Али Форуги. В 1941 году шахом стал сын Реза-шаха — Мохаммед Реза Пехлеви, переназначивший Форуги на должность премьер-министра. В 1953 году премьер-министр Мохаммед Мосаддык возглавил государственный переворот, но был сам свергнут верными шаху силами.
Последним премьер-министром перед исламской революцией 1979 года стал Шапур Бахтияр.

### Исламская Республика Иран
В 1979 году аятолла Хомейни назначил Мехди Базаргана на пост премьер-министр временного правительства, которое ушло в отставку в ноябре из-за кризиса с американскими заложниками. Пост оставался вакантным, пока Абольхасан Банисадр, избранный президентом в январе 1980 года, не выбрал Мохаммада Али Раджаи в качестве своего премьер-министра, в основном из-за давления со стороны членов Исламской республиканской партии в Меджлисе. Раджаи находился на этом посту до импичмента Банисадру в июне 1981 года, после чего был избран на его должность на выборах 24 июля. Раджаи назначил Мохаммад-Джавада Бахонара своим премьер-министром, однако оба погибли 30 августа в результате теракта, осуществленного моджахедами ОМИН.
В октябре 1981 года президентом Исламской республики был избран Али Хаменеи. Он предложил на пост премьер-министра представителя правого крыла Али Акбара Велаяти, однако левые, имевшие большинство в парламенте, выступали за кандидатуру Мир-Хосейна Мусави. Спор был разрешён благодаря вмешательству аятоллаха Хомейни, посоветовавшего президенту утвердить Мусави. Он занимал этот пост до 1989 года, когда были внесены поправки в конституцию, упразднившие должность премьер-министра и разделившие его обязанности между президентом и вновь созданным постом вице-президента.

## Полномочия Правительства ИРИ
Правительство Исламской Республики Иран осуществляет свою деятельность на основе Конституции Исламской Республики Иран. На основании статьи 3 Основного закона ИРИ Правительство Исламской Республики Иран призвано использовать все свои возможности для достижения целей, перечисленных в статье 2, для:
1. создания благоприятной атмосферы для дальнейшего развития моральных добродетелей, основанных на вере, богобоязненности и борьбе против всех проявлений разврата и упадка;
2. повышения уровня сознательности народа во всех сферах с помощью надлежащего использования прессы и других средств массовой информации;
3. обеспечения бесплатного образования и физического воспитания для всех и на всех уровнях, а также облегчения доступа к высшему образованию;
4. укрепления инициативы и духа исследования во всех областях науки, техники, культуры и ислама путём создания исследовательских центров и поощрения исследователей;
5. полного отрицания колониализма и предотвращения иностранного влияния;
6. устранения всяческого деспотизма, авторитаризма и монополизма;
7. обеспечения политических и социальных свобод в рамках закона;
8. обеспечения участия всего народа в политическом, экономическом, социальном и культурном самоопределении;
9. устранения неоправданной дискриминации и создания справедливых условий для всех и во всех материальных и духовных сферах;
10. создания правильного административного строя и устранения ненужных структур;
11. наибольшего укрепления национального оборонительного потенциала с помощью всеобщего военного образования для сохранения независимости, территориальной целостности и исламского строя в стране;
12. создания правильной и справедливой экономики на основе исламских норм для обеспечения достатка, устранения бедности и всевозможных лишений в питании, жилищных условиях, труде и здравоохранении, а также распространения страхования;
13. обеспечения опоры на собственные силы и самодостаточности в науке, технике, промышленности, сельском хозяйстве, военной области и т. д.;
14. обеспечения всесторонних прав граждан, независимо от пола, обеспечения безопасности путём справедливого правосудия для всех и равенства всех перед законом;
15. развития и укрепления исламского братства и сотрудничества между людьми;
16. выработки внешней политики страны на основе исламских критериев установления братского союза со всеми мусульманами и бескорыстной поддержки угнетенных мира[1].

## Состав Правительства ИРИ
Правительство Ирана состоит из Президента ИРИ, вице-президентов и министров:
| ФИО                            | Портрет | Должность                                                                                    | Начало полномочий     |
| [[Масуд Пезешкиан]]            |         | Президент Исламской Республики Иран                                                          | [[28 июля 2024 года]] |
| Эсхак Джахангири               |         | Первый вице-президент ИРИ                                                                    | 4 августа 2013 года   |
| Мохаммад Нахавандиян           |         | Вице-президент ИРИ — Глава Администрации Президента ИРИ                                      | 4 августа 2013 года   |
| Али Акбар Салехи               |         | Вице-президент ИРИ по атомной энергетике                                                     | 16 августа 2013 года  |
| Захра Ахмадипур                |         | Вице-президент ИРИ по культурному наследию и туризму                                         | 6 ноября 2016 года    |
| Масуме Эбтекар                 |         | Вице-президент ИРИ по охране окружающей среды — Глава Организации по охране окружающей среды | 10 сентября 2013 года |
| Мохаммад Шариатмадари          |         | Вице-президент ИРИ по связям с исполнительной властью                                        | 8 октября 2013 года   |
| Маджид Ансари                  |         | Вице-президент ИРИ по правовым вопросам                                                      | 12 июля 2016 года     |
| Мохаммад-Али Шахиди            |         | Вице-президент ИРИ по делам ветеранов                                                        | 5 сентября 2013 года  |
| Хосейн-Али Амири               |         | Вице-президент ИРИ по правовым и парламентским делам                                         | 12 июля 2016 года     |
| Сурена Саттари                 |         | Вице-президент ИРИ по науке и технологиям                                                    | 5 октября 2013 года   |
| Мохаммад-Бакер Ноубахт         |         | Вице-президент ИРИ по бюджету и планированию                                                 | 1 сентября 2013 года  |
| Шахиндохт Моллаверди           |         | Вице-президент ИРИ по делам женщин и семьи                                                   | 8 октября 2013 года   |
| Джамшид Ансари                 |         | Вице-президент ИРИ по вопросам управления и занятости                                        | 2 августа 2016 года   |
| Абдолреза Рахмани-Фазли        |         | Министр внутренних дел                                                                       | 15 августа 2013 года  |
| Масуд Солтанифар               |         | Министр спорта и молодёжной политики                                                         | 1 ноября 2016 года    |
| Мехрдад Базрпаш                |         | Министр дорожного строительства и городского развития                                        | 7 декабря 2022        |
| Хасан Газизаде-Хашеми          |         | Министр здравоохранения и медицинского образования                                           | 15 августа 2013 года  |
| Мохаммад-Джавад Зариф          |         | Министр иностранных дел                                                                      | 15 августа 2013 года  |
| Махмуд Ваези                   |         | Министр информационных и телекоммуникационных технологий                                     | 15 августа 2013 года  |
| Реза Салехи-Амири              |         | Министр культуры и исламской ориентации                                                      | 1 ноября 2016 года    |
| Мохаммад Фархади               |         | Министр науки, исследований и технологий                                                     | 26 ноября 2014 года   |
| Бижан Намдар-Зангане           |         | Министр нефти                                                                                | 15 августа 2013 года  |
| Хосейн Дехкан                  |         | Министр обороны                                                                              | 15 августа 2013 года  |
| Фахруддин Ахмади-Данеш-Аштияни |         | Министр образования                                                                          | 1 ноября 2016 года    |
| Мохаммад-Реза Нематзаде        |         | Министр промышленности, рудников и торговли                                                  | 15 августа 2013 года  |
| Мохаммад-Реза Нематзаде        |         | Министр информации и национальной безопасности                                               | 15 августа 2013 года  |
| Махмуд Ходжжати                |         | Министр сельскохозяйственного джихада                                                        | 15 августа 2013 года  |
| Али Рабии                      |         | Министр кооперации, труда и социального обеспечения                                          | 15 августа 2013 года  |
| Мостафа Пур-Мохаммади          |         | Министр юстиции                                                                              | 15 августа 2013 года  |
| Али Тайебния                   |         | Министр экономики и финансов                                                                 | 15 августа 2013 года  |
| Хамид Читчиян                  |         | Министр энергетики                                                                           | 21 мая 2012 года      |